# Charles Babbage
  Charles Babbage    (Walworth, Londres, 26 de desembre de 1791 - Marylebone, Londres, 18 d'octubre de 1871) fou un matemàtic anglès i proto-científic de la computació.
Babbage fou el primer que va tenir la idea de crear un ordinador. Part del mecanisme incomplet s'exhibeix al Museu de la Ciència de Londres. El 1991, treballant sobre els planells originals de Babbage, es va fabricar una rèplica que funcionava correctament. Fou construïda segons les toleràncies que es podien aconseguir al segle xix. L'experiment va provar que la màquina de Babbage podria haver funcionat.

## Context històric
Un fet molt important va ser la Revolució Francesa, que era el final de l'absolutisme monàrquic i donava pas al sistema liberal. En aquest nou sistema la burgesia prenia poder i es reduïa el desajust social que hi havia hagut fins aquell moment entre la noblesa i el clergat, d'una banda, i la burgesia, de l'altra.
Un altre fet que va influir en Babbage és la Revolució Industrial, deguda bàsicament a la màquina de vapor de James Watt. En aquesta època es van començar a automatitzar molts processos i a abaratir costos. Tot això va donar a Babbage la idea que també es podia inventar alguna màquina de vapor que fes càlculs.
Babbage va viure a l'època victoriana, regida per valors com ara l'honestedat, la dignitat i les bones maneres. Tot això xocava amb el caire innovador de Babbage i feia que no tingués molt bona relació ni amb la burgesia ni amb la noblesa, fet que explica els problemes socials que va tenir Babbage durant la seva vida.

## Biografia
Tot i que durant molts anys s'havia cregut que Babbage havia nascut a Teignmouth (Devon), avui està establert que va néixer en un barri del sud de Londres, fill d'un banquer prou ric originari de Totnes (Devon). Als due anys va patir unes fortes febres i els seus pares van decidir enviar-lo al camp, a Devon, amb un clima més saludable. Allà va ser escolaritzat a l'escola de Totnes fins al 1803, quan el seu pare es va retirar i va portar Babbage a una escola del districte d'Enfield, a Londres.
Després d'uns anys vivint a casa, sota la guia d'un tutor d'Oxford, va començar a estudiar al Trinity College (Cambridge) el 1810, A la universitat va ser molt actiu en el club de rem i en les discussions filosòfiques, essent una dels fundadors de l'Analytical Society, juntament amb John Herschel i George Peacock. Posteriorment, es va traslladar a la Peterhouse de Cambridge on es va graduar el 1814 en matemàtiques, sent el primer del seu curs.

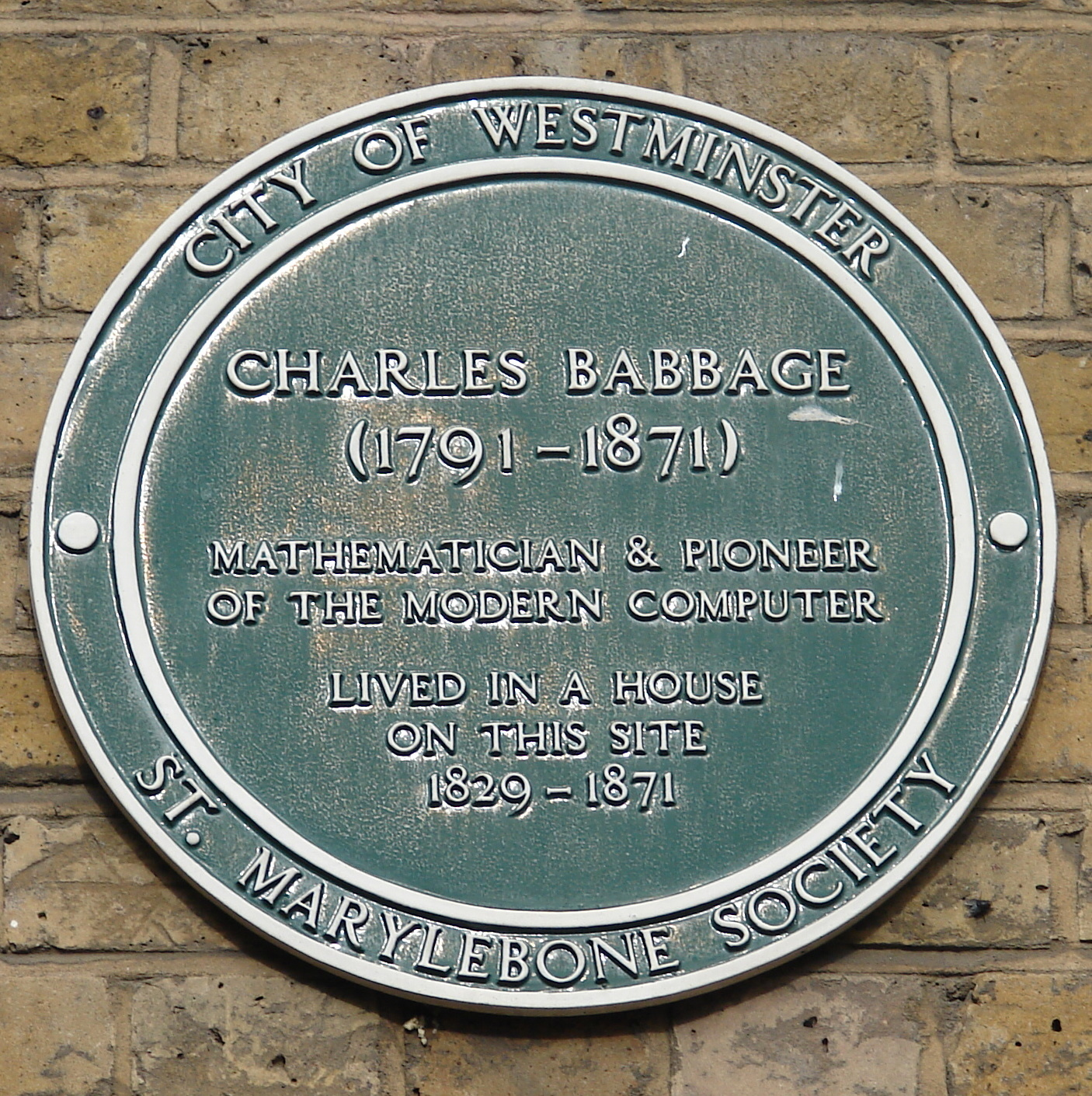
Placa verda a Londres.

En aquest mateix any es va casar amb Georgiana Whitmore sense el consentiment del seu pare i per tant, no va heretar res. El 1815 es van traslladar a viure a Londres i durant uns anys es va dedicar a la recerca científica i a la defensa de les seves idees radicals moderades. Van tenir set fills i una filla, només tres dels quals (Herschel, Dugald i Henry) van sobreviure fins a l'edat adulta (la filla morí a l'edat adolescent). Babagge era un home molt obsessionat en el seu estudi científic, raó per què no va tenir mai interès en l'educació dels fills. Aquests foren educats per la seva esposa. Quan aquesta morí el 1827 a l'edat de 35 anys, la mare de Babbage passà a ser l'encarregada de cuidar els nens. Aquest any fou bastant tràgic, ja que també morí el seu pare i dos fills seus. Per suplir aquestes desgràcies seguides decidí fer una volta per l'Europa que ell coneixia. A més els tres fills no tornaren mai al costat del pare i emigraren cap a altres bandes. El fill gran (Hershel), va anar al sud d'Austràlia i va ser un personatge important de la colònia d'allà. En Henry, el més jove, va ingressar a les milícies de la Companyia de les Índies Orientals. Finalment el tercer, en Dugald, era com l'ovella negra de la família, per la seva afecció a l'alcohol i a mesclar-se entre les classes socials més baixes, a més sabent que va anar a viure al sud d'Austràlia amb el seu germà Herschel, a qui sempre va avergonyir.
El 1829 va ser nomenat catedràtic Lucasià de la Universitat de Cambridge, càrrec que va exercir durant onze anys i, segons sembla, sense donar ni una sola classe ni tan sols vivint a Cambridge.
Babbage era un home genial, gandul i tímid, rigorós i a la vegada totalment incoherent. Va viure la seva vida cobrint-se alternativament de ridícul i de glòria.
A Londres va ser, durant almenys vint anys, tot un personatge. Les seves reunions culturals eren freqüentades per més de dues-centes persones, entre les quals van destacar personalitats de l'art i de la cultura com Dickens i Darwin.

## Disseny de computadors

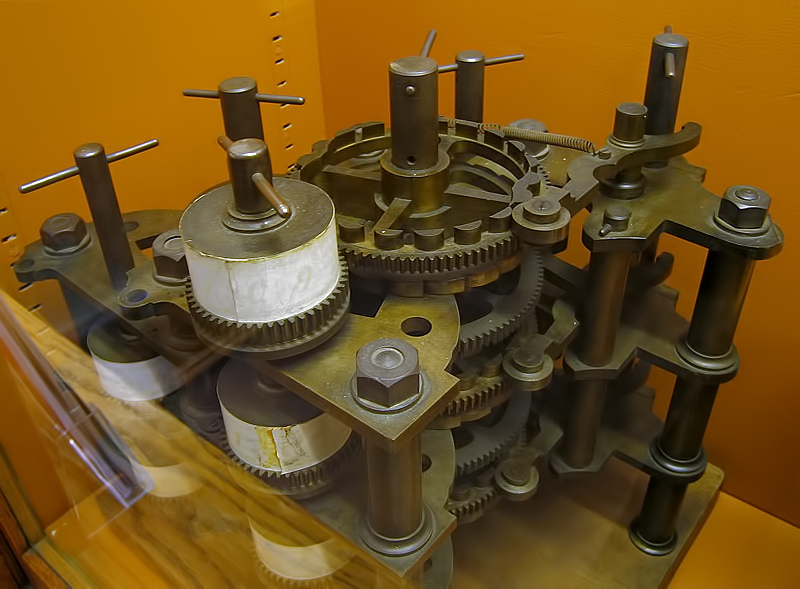
Màquina diferencial de Babbage

### Màquina diferencial
El 1812 Babbage va crear la Societat Analítica juntament amb l'astrònom John Herschel i amb el matemàtic George Peacock. La van crear a causa de la frustració que els creava veure que les matemàtiques que s'impartien a la Universitat eren encara l'obra de Newton, que havia mort dos cents anys abans. Volien difondre a tota Anglaterra les teories de Leibniz, Euler i, sobre tot, Lacroix sobre el càlcul infinitesimal. En una d'aquestes reunions se li va ocórrer que podia dissenyar una màquina capaç de realitzar càlculs. Ell mateix escriu (en el seu llibre El passatges de la vida d'un filòsof) en referència a una tarda de 1812:
| «                                                          | […] Era assegut en una de les sales de la Societat Analítica, a Cambridge, amb el cap sobre la taula, adormint-me amb una taula de logaritmes davant meu. Un altre membre de la societat, entra a la sala i veient-me mig adormit, em pregunta en veu alta: ”Eh, Babbage, en què està somiant? I jo li vaig respondre: "Estic pensant que totes les taules poden ser calculades amb una màquina“ | » |
| — Charles Babbage, Passages from the Life of a Philosopher | |   |

El 1820 es va començar a dedicar plenament a la construcció de la màquina i va presentar el model del que anomenaria màquina diferencial a la Royal Astronomical Society el 1822. La seva idea era tabular polinomis utilitzant un mètode numèric anomenat mètode de les diferències. A la societat li va agradar la idea i li van donar la medalla d'or. També se li va concedir un pressupost per construir-la. Amb la construcció d'aquesta màquina se substituiria la feina que realitzaven els anomenats computers, un grup de persones car e inadequat.
Aquesta màquina mai no es va acabar de construir a causa de dos problemes bàsics. Un estava relacionat amb els problemes de fricció, desgast i tremolors dels engranatges a causa de la baixa qualitat dels materials de construcció i les limitacions tecnològiques d'aquella època. L'altre problema era a causa que Babbage canviava constantment el disseny de la màquina.
Durant la construcció d'aquesta màquina es va morir la seva esposa i dues filles seves. Com a conseqüència va caure malalt i va abandonar el projecte durant un any. Després va tornar a rebre suport del govern anglès i va continuar el projecte. Com que el projecte no avançava va començar a discutir amb el seu enginyer encarregat de la construcció física, Joseph Clement. Babbage es va arribar a pensar que el seu enginyer l'enganyava amb els problemes mecànics i el que volia era retardar indefinidament el seu projecte.
El 1830 va rompre relacions amb el seu enginyer i va aturar definitivament la construcció de la màquina. Però no es va quedar allí, la construcció d'aquesta màquina li va donar noves idees i el 1834 va començar a realitzar els esbossos d'una nova màquina.

### Màquina analítica
Durant les primeres reunions de la Societat Analítica a Cambridge va idear un dispositiu que més tard es convertiria en la màquina diferencial, en la qual va començar a treballar el 1819 i després d'obtenir un motor en diferències funcional el 1822 i guanyar una medalla honorífica de la Royal Astronomical Society, va aconseguir una subvenció per completar el que avui coneixem com a màquina diferencial. Tot i que en un primer moment va pensar que podia acabar-la en 3 anys va haver de parar el 1834 per falta de fons, any en què va començar a pensar a construir la seva màquina analítica.
Entre 1833 i 1842 Babbage va tornar a intentar de construir una nova màquina però amb la diferència de què fos capaç de realitzar qualsevol tipus de càlcul. Es va basar amb la idea utilitzada en els telers de Joseph Marie Jacquard. Aquesta consistia a utilitzar unes targetes perforades per escollir el que havia de realitzar la màquina.
Babbage va anomenar aquesta màquina, la màquina analítica. Estava formada per dispositius d'entrada basats en les targetes perforades de Jacquard, un processador aritmètic que calculava nombres, una unitat de control que determinava que s'havia de realitzar, un mecanisme de sortida i una memòria on els nombres podien ser emmagatzemats fins a utilitzar-los. El seu objectiu era crear una màquina capaç de ser programable, és a dir, capaç de poder dur a terme més d'una funció.
Aquesta vegada Babbage no va demanar fons al govern per a subvencionar el projecte. Ho va pagar tot de la seva butxaca. Va ser considerada la primera computadora del món, però no va ser mai construïda a causa de la seva complexitat. Tot i això, amb aquesta màquina es van introduir els conceptes base d'acumulació de potències de càlcul, vigents encara en l'actualitat.
A principi dels 1840 Babbage va donar una conferència a Torí a Federico Luigi, Comte de Menabrea, sobre la seva màquina analítica publicant després les notes preses. Temps després Ada Lovelace (filla de Lord Byron) es va encarregar de traduir la publicació de Menabrea afegint anotacions pròpies, entre elles programes que farien a la màquina poder executar càlculs més complexos. El seguit de programes que Ada Lovelace va escriure per aquesta màquina fa que sigui considerada la primera programadora de la història. Va ser la primera a utilitzar instruccions condicionals i iteratives, que són la base de la programació actual. També va entendre com el funcionament de la màquina podia servir per manipular moltes més coses que solament números. Aquella invenció podria permetre processar tota mena d'informació.

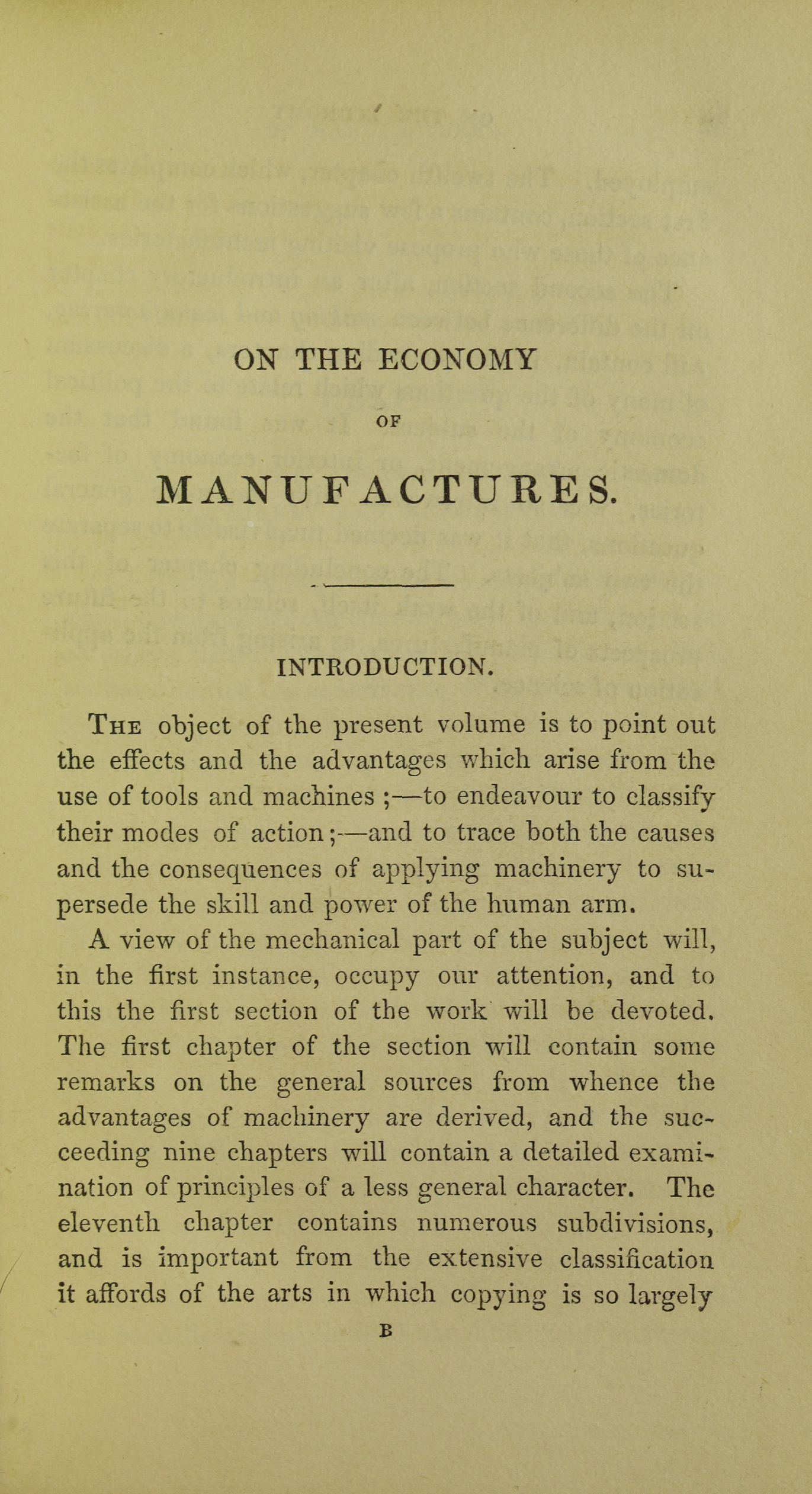
On the economy of machinery and manufactures, 1835

## Economia i Política
El 1832 va publicar un llibre que, donada la manca de finalització de les seves màquines, potser va ser la més influent de les seves obres: On the Economy of Machinery and Manufactures. Va ser una brillant aportació a la teoria de la manufactura i de l'intercanvi. En el llibre demostrava el seu interès per l'economia clàssica en el seu enfocament utilitarista. Pels seus estudis combinatoris i probabilístics, alguns investigadors la consideren una obra pionera de l'investigació operativa. És indubtablement una presentació atractiva de la tecnologia i de l'economia de la producció i el màrqueting, amb il·lustracions fascinants del processos productius.

## Criptografia
Charles Babbage també va obtenir resultats notables en criptografia. Va trencar la xifra de l'autoclau de Vigenère, així com un xifrat molt més dèbil anomenat xifratge de Vigenère avui en dia. La xifra autoclau va ser anomenada «la xifra indesxifrable», encara que a causa de la confusió popular molts van pensar que la xifra apiloalfabètica era indesxifrable. El descobriment de Babbage va ser utilitzat en campanyes militars angleses i era considerat un secret militar. Com a resultat, el mèrit per haver desxifrat aquesta clau li va ser atorgat a Friedrich Kasiski, qui va desxifrar el mateix sistema criptogràfic anys després.

## La mort de l'inventor
Per tal com la màquina analítica mai no es va acabar, i immergits en un somni impossible, Ada i Babbage es van quedar cada vegada més sols i isolats, fins al punt que van perdre el contacte amb la realitat. Es van endeutar en intentar trobar mètodes matemàtics per a les apostes de cavalls, i Babbage es va enfonsar cada vegada més en l'extravagància i la soledat.
El 1851 va morir Ada Lovelace, i Babbage va quedar completament sol. Per això va començar a estudiar els fenòmens científics més improbables i marginals. Mesurava la freqüència cardíaca dels porcs, la respiració dels xais… També va començar a publicar una sèrie de taules de tot el que li passava pel cap que es podia expressar en nombres, i el 1856 va proposar a la Smithsonian Institution de produir taules immenses que continuèssin la tasca que ell havia començat. Babbage concloïa que «la taula pot ser útil en molts aspectes», i desitjava poder «convèncer altra gent per tal que realitzin recopilacions més àmplies sobre fets similars o relacionats».

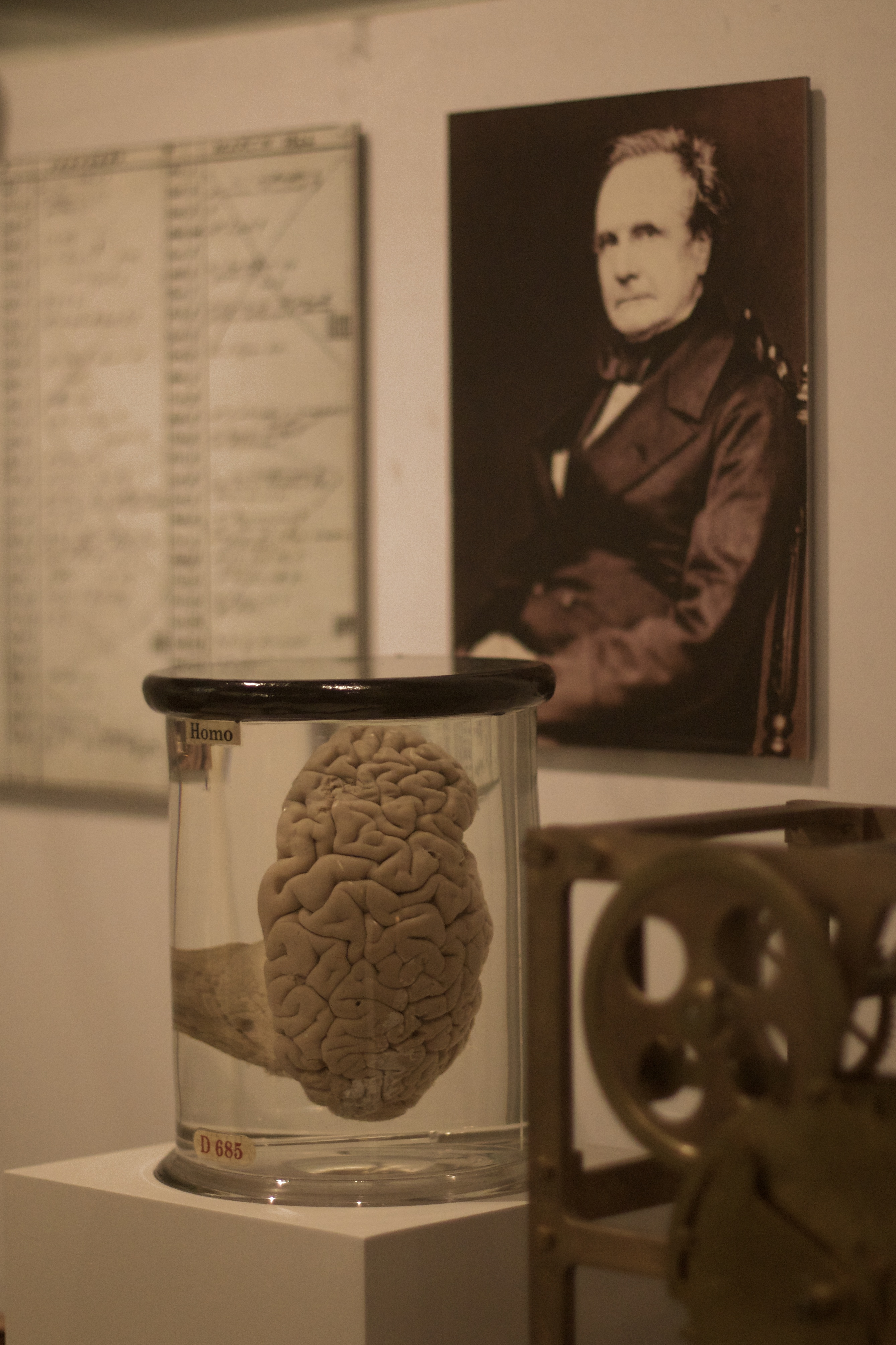
Mig cervell de Charles Babbage es mostra al Museu de la Ciència de Londres.

El 1864 va escriure un tractat quasi científic amb el títol Observacions sobre el xivarri del carrer. Hi calculava que el 25 per 100 de les seves capacitats laborals s'havien perdut a causa del soroll del carrer i concloïa que «aquells les ments dels quals estan totalment ocioses reben la música del carrer amb satisfacció, per tal com això omple el buit del seu temps».
Va escriure una sèrie de cartes obsessives al Times, en què proposava la creació del «decret Babbage», que intentés d'evitar qualsevol mena de disturbi de la tranquil·litat pública. Per aquest motiu, tothom va començar a fer befa d'ell, i cada dia tenia gent picant i fent soroll a la porta de casa seva.
El 1871 va morir tot sol i desil·lusionat, als 80 anys. Just abans de morir, li va dir a un amic seu que l'acompanyava «no puc recordar ni tan sols un dia feliç a la meva vida. Moro i m'adono que odio la humanitat en general, els anglesos en particular, i, sobretot, el govern i les seves comparses».

### Autòpsia
L'any 1983, es va descobrir l'autòpsia de Charles Babbage i posteriorment el seu rebesnet la va fer pública. La meitat del cervell de Babbage està preservada en formol al Hunterian Museum del Col·legi Reial de Cirurgians d'Anglaterra a Londres. L'altra meitat del cervell de Babbage es mostra en el Museu de la Ciència de la mateixa ciutat.

## El llegat de Babbage
De 1828 a 1839 Babbage va ser professor de matemàtiques a Cambridge. Va fundar La Societat Analítica, la Societat Britànica per al progrés de la ciència, la Societat Estadística Londinense i va ser membre de la prestigiosa Royal Society on va guanyar la càtedra més desitjada de les matemàtiques. La Lucasiana de les matemàtiques a Cambridge.
Va publicar sis llibres i unes taules de logaritmes:
- A Comparative View of the Various Institutions for the Assurance of Lives (1826)
- Table of Logarithms of the Natural Numbers from 1 to 108.000 (1827)
- Reflections on the Decline of Science in England (1830).
- Economy of machinery and manufactures (1832)
- The Ninth Bridgewater Treatise (1837): Cuestiona les bases teològiques de la religió anglicana.
- The exposition of 1851 (1851)
- Passages from live of a Philosopher (1864): Autobiografia científica.

També va publicar una vuitantena d'articles a revistes científiques i va deixar sense publicar nombroses obres entre les quals alguns llibres com The Philosophy of Analysis.
Entre els seus invents i descobriments cal destacar:
- Màquina Diferencial.
- Màquina Analítica i la primera impressora. Aquesta impressora era molt sofisticada i era capaç de fer coses com canviar l'interliniat o elegir entre dues tipografies.
- El dinamòmetre.
- Va tenir la idea de sincronitzar tots els rellotges amb el senyal horari de Greenwich.
- Codis xifrats. Va rompre la xifra auto clau de Vigenère i el codi de Vigenère (molt més dèbil).
- L'"oftalmoscopi heliogràfic".
- Va proposar el franqueig postal que s'utilitza avui dia. Abans els cost d'enviar una carta depenia de la distància que havia de recórrer i aquest càlcul era més costós que el mateix franqueig.
- Va inventar el formulari[30]
- Va ser el primer a adonar-se'n que l'amplada dels anells d'un arbre depenia del temps que havia fet aquell any. A partir d'aquí era possible deduir el clima d'anys anteriors estudiant arbres antics.
- Va inventar l'avisador de vaques. Consisteix en un dispositiu que està subjecte a la part davantera de les locomotores de vapor perquè les vaques s'apartin quan passa el tren.
- Es va interessar per temes polítics i socials. Una de les seves excentricitats va ser iniciar una campanya per prohibir els músics de carrer de Londres. Ràpidament aquestos van respondre en posar-se a tocar a la porta de casa seva el més fort possible.